# Myotis velifer
Myotis velifer é uma espécie de morcego da família Vespertilionidae.
Pode ser encontrada nos seguintes países: El Salvador, Honduras, México e Estados Unidos da América.